# Lavik
Lavik is een plaats in de Noorse gemeente Høyanger in de  provincie Vestland. Het dorp is aanlegplaats voor de veerdienst Lavik - Oppedal. Voor 1964 was Lavik tevens een zelfstandige gemeente in de toenmalige provincie Sogn og Fjordane.